# Меморіал Алехіна

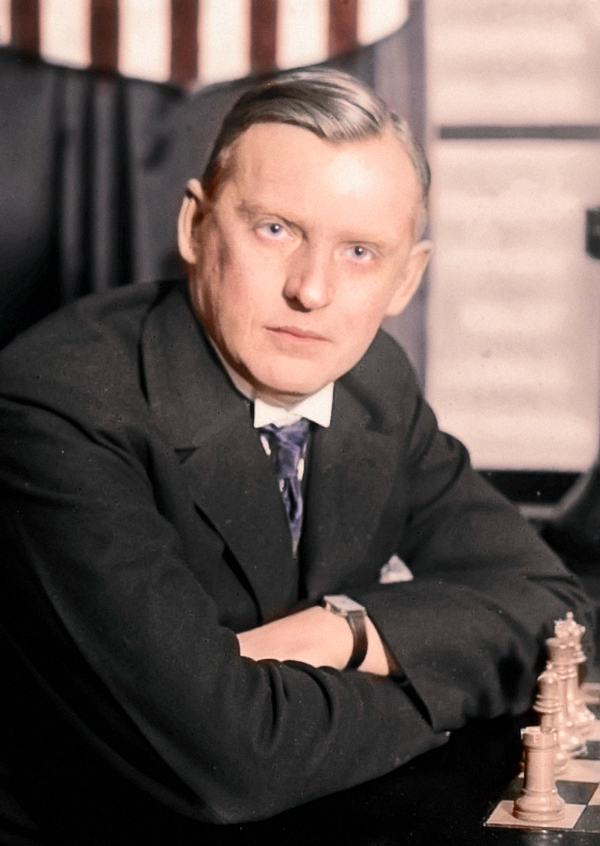
Олександр Алехін

Меморіал Алехіна — міжнародний шаховий турнір, який проводиться з 1956 року.

## Місце проведення
У 1956, 1971 та 1975 роках турнір проходив під егідою Шахової федерації СРСР у Москві.
Турнір 1986 року провела шахова організація португальського міста Кашкайш.
Турнір 2013 року складався з двох частин, перша з яких пройшла в Парижі, а друга — в Санкт-Петербурзі.

## Переможці
| № | Рік  | Переможець                       | +   | -   | =     | Очки            |
| - | ---- | -------------------------------- | --- | --- | ----- | --------------- |
| 1 | 1956 | Михайло Ботвинник Василь Смислов | 8 7 | 1 0 | 6 8   | 11 з 15 11 з 15 |
| 2 | 1971 | Анатолій Карпов Леонід Штейн     | 5 5 | 0 0 | 12 12 | 11 з 17 11 з 17 |
| 3 | 1975 | Юхим Геллер                      | 6   | 0   | 9     | 10½ з 15        |
| 4 | 1986 | Володимир Багіров                |     |     |       | 7 з 10          |
| 5 | 2013 | Левон Аронян                     | 3   | 1   | 5     | 5½ з 9          |